# DTCN L4
Der Torpedo L4 ist die leichte Version des DTCN L5 zum Einsatz von Flugzeugen und Helikoptern aus.

## Technische Merkmale
Die Waffe ist die erste französische Entwicklung, die im Rahmen eines Programms der NATO zur Standardisierung der Bewaffnung nach angloamerikanischen Maßen gebaut wurde.
Der Torpedo vollführt nach dem Abwurf eine kreisförmige Suchbahn, bis sein Suchkopf mittels Aktivsonar ein Ziel auffasst. Er kann gegen U-Boote, die bis zu 20 Knoten schnell und bis zu 300 Meter tief fahren, eingesetzt werden.
Die Malafon-Lenkwaffe hat diesen Torpedo als Nutzlast, dieses Waffensystem hat eine mit dem US-amerikanischen ASROC vergleichbare Funktionsweise.